# Фелгейраш (Резенде)
Фелгейраш (порт. Felgueiras) — район (фрегезия) в Португалии, входит в округ Визеу. Является составной частью муниципалитета Резенде. По старому административному делению входил в провинцию Дору-Литорал. Входит в экономико-статистический субрегион Тамега, который входит в Северный регион. Население составляет 315 человек на 2001 год. Занимает площадь 8,27 км².
Покровителем района считается Иоанн Креститель (порт. João Baptista).